# Bundesvision Song Contest
Bundesvision Song Contest (abreviado BSC o BuViSoCo) fue una competición musical televisiva de Alemania, creada por el presentador Stefan Raab y celebrada desde 2005 hasta 2015. En ella competían anualmente 16 artistas de cada uno de los estados federados. El formato está inspirado en el Festival de Eurovisión, con la particularidad de que todas las canciones debían ser interpretadas en idioma alemán.
El evento era transmitido en directo por el canal de televisión ProSieben y los espectadores podían votar sus canciones favoritas vía SMS. Para representar a cada estado federado, la organización contactaba con emisoras estatales de radio (públicas o privadas) que se encargaban de seleccionar al artista adecuado.
Desde 2005 hasta 2009 el concurso tenía lugar en febrero. A partir de 2010, cuando Stefan Raab y su productora se involucraron en la preselección alemana de Eurovisión, pasó a celebrarse entre agosto y septiembre. El festival fue cancelado en 2015, después de que Raab anunciara su retirada de la televisión.

## Historia
Antes de organizar el Bundesvision, Stefan Raab había acudido al Festival de la Canción de Eurovisión en 1998 como letrista y en 2000 como cantante. Para el año 2004 el presentador de TV decidió organizar un concurso en su programa TV Total para escoger a un cantante e intentarlo llevar a Eurovisión 2004. El elegido, Maximilian Mutzke, no solo venció el concurso de Raab, sino que ganó la preselección alemana y quedó octavo en el Festival de ese año.
Al año siguiente Raab decidió, visto el éxito de Max, organizar un concurso, sin relación directa con Eurovisión, con populares artistas alemanes que representaran en actuaciones en vivo a cada uno de los 16 Länder de Alemania, con la intención de promocionar la música alemana. La gente, mediante mensajes SMS y llamadas telefónicas desde sus casas, decidiría el ganador de forma similar a como se hace en Eurovisión.
La primera edición del Bundesvision, celebrada en un show en directo en Oberhausen, congregó a 2 millones de espectadores. Una de las intenciones del festival es que está dirigido especialmente al público joven.

## Diferencias con respecto a Eurovisión
- La canción puede durar más de 3 minutos.
- No hay un límite de personas o elementos en el escenario. Tampoco hay limitación para las puestas en escena.
- No hay prohibición para hablar de política o temas políticos en las letras. Un ejemplo fue "Antinazibund", canción de Sportfreunde Stiller contra el nazismo.
- Cada estado cuenta con el apoyo de emisoras de radio para seleccionar al grupo o cantante, independientemente de que estas sean públicas o privadas. Un ejemplo es Bayern3 del ente público Bayerischer Rundfunk, que participó en 2009.
- La canción debe estar en alemán o tener la mayor parte de su letra en ese idioma.

## Participantes
| Mapa | Estado                            | Radios colaboradoras |
| ---- | --------------------------------- | --- |
| 1    | Baden-Wurtemberg                  | bigFM ('05–'07, '09–'13); Radio Regenbogen ('08, '15); Energy Stuttgart ('14)                                                            |
| 2    | Baviera                           | Rock Antenne ('05); Energy München und Nürnberg ('06–'08, '10–'14); Bayern 3 ('09); ohne Radio-Partner ('15)                             |
| 3    | Berlín                            | Kiss FM ('05, '15); Energy Berlin ('06–'14)                                                                                              |
| 4    | Brandeburgo                       | rs2 ('05); BB Radio ('06); Sector_B (KenFM) ('07); 94.5 Radio Cottbus ('08–'14)                                                          |
| 5    | Bremen                            | Energy Bremen ('05–'15) |
| 6    | Hamburgo                          | Tide 96,0 ('05); Energy Hamburg ('06, '08, '10–'14); Radio Hamburg ('07, '09); ohne Radiopartner ('15)                                   |
| 7    | Hesse                             | Hit Radio FFH ('05–'06, '08–'11); SkyRadio ('07), planet more music radio ('12-'15)                                                      |
| 8    | Mecklemburgo-Pomerania Occidental | Antenne MV ('05–'15) |
| 9    | Baja Sajonia                      | radio ffn ('05–'15) |
| 10   | Renania del Norte-Westfalia       | Radio NRW ('05–'06, '10–'11); Radio Köln ('07); Antenne Düsseldorf ('08); Metal Only ('09); BigFM ('12-'13); ohne Radiopartner ('14-'15) |
| 11   | Renania-Palatinado                | bigFM ('05–'07, '11); RPR1 ('08–'10, '12-'13, '15); Rockland ('14)                                                                       |
| 12   | Sarre                             | Radio Salü ('05–'08); bigFM ('09–'12, '14-'15); Radio Saarbrücken ('13)                                                                  |
| 13   | Sajonia                           | RADIO PSR ('05); Lokalradios ('06–'07); Energy Sachsen ('08–'14)                                                                         |
| 14   | Sajonia-Anhalt                    | Radio Brocken ('05–'07); Rockland ('08–'09); Radio SAW ('10–'11); ohne Radio-Partner ('12-'15)                                           |
| 15   | Schleswig-Holstein                | delta radio ('05–'07, '14); Radio Flensburg ('08–'13); RSH ('15)                                                                         |
| 16   | Turingia                          | Radio Top 40 ('05, '07–'11, '13-'14); 89.0 RTL ('06); Antenne Thüringen ('12, '15)                                                       |

## Festivales organizados

### Bundesvision Song Contest 2005
Organizado en:  König Pilsener Arena, Oberhausen, Renania del Norte-Westfalia, 12 de febrero de 2005
| Posición | Estado representado               | Participante                 | Canción (y traducción, si es apropiado)                                   | Puntuación |
| 1        | Hesse                             | Juli                         | Geile Zeit (Un rato increíble)                                            | 159        |
| 2        | Schleswig-Holstein                | Fettes Brot                  | Emanuela                                                                  | 130        |
| 3        | Berlín                            | sido                         | Mama ist stolz (Mamá está orgullosa)                                      | 113        |
| 4        | Baja Sajonia                      | Mousse T. & Emma Lanford     | Right About Now (En este instante)                                        | 85         |
| 5        | Baden-Wurtemberg                  | Apocalyptica y Marta Jandová | Wie weit (Hasta qué punto)                                                | 77         |
| 6        | Sajonia                           | De Randfichten               | Jetzt geht die Party richtig los (Ahora empieza realmente la fiesta)      | 71         |
| 7        | Turingia                          | Clueso                       | Kein Bock zu geh'n (No me apetece irme)                                   | 63         |
| 8        | Brandeburgo                       | Virginia Jetzt!              | Wahre Liebe (Amor verdadero)                                              | 54         |
| 9        | Hamburgo                          | Samy Deluxe                  | Generation (Generación)                                                   | 44         |
| 10       | Sarre                             | Klee                         | Gold (Oro)                                                                | 37         |
| 11       | Bremen                            | Lukas Hilbert                | Kommt meine Liebe nicht bei dir an (¿No te llega mi amor?)                | 31         |
| 12       | Baviera                           | Slut                         | Why Pourquoi (I Think I Like You) (Por qué, por qué (Creo que me gustas)) | 17         |
| 13       | Sajonia-Anhalt                    | Jansen & Kowalski            | Mamacita                                                                  | 15         |
| 14       | Mecklemburgo-Pomerania Occidental | Deichkind                    | Electric Super Dance Band (Super Banda de Baile Eléctrico)                | 12         |
| =15      | Renania del Norte-Westfalia       | Mamadee y Gentleman          | Lass los (Dejar marchar)                                                  | 10         |
| =15      | Renania-Palatinado                | Sandy                        | Unexpected (Inesperado)                                                   | 10         |

### Bundesvision Song Contest 2006
Organizado en:  Arena Rittal, Wetzlar, Hesse, 9 de febrero de 2006
| Posición | Estado representado               | Participante   | Canción (y traducción, si es apropiado)              | Puntuación |
| 1        | Berlín                            | Seeed          | Ding (Cosa)                                          | 151        |
| 2        | Bremen                            | Revolverheld   | Freunde bleiben (Seguir como amigos)                 | 136        |
| 3        | Turingia                          | In Extremo     | Liam                                                 | 134        |
| 4        | Hesse                             | Nadja Benaissa | Ich hab dich (Te tengo)                              | 104        |
| 5        | Hamburgo                          | OleSoul        | Hamburg & Cologne (Hamburgo y Colonia)               | 70         |
| 6        | Baja Sajonia                      | Marlon         | Was immer du willst (Lo que quieras)                 | 59         |
| 7        | Baviera                           | TipTop         | TipTop                                               | 53         |
| 8        | Mecklemburgo-Pomerania Occidental | Pyranja        | Nie wieder (Nunca más)                               | 50         |
| 9        | Baden-Wurtemberg                  | Massive Töne   | Mein Job (Mi trabajo)                                | 47         |
| 10       | Brandeburgo                       | Diane Weigmann | Hast du kurz Zeit? (¿Tienes algo de tiempo?)         | 35         |
| 11       | Schleswig-Holstein                | TempEau        | Schöner Tag (Bello día)                              | 26         |
| 12       | Renania-Palatinado                | 200 Sachen     | Sekt zum Frühstück (Champán para desayunar)          | 18         |
| 13       | Sarre                             | Reminder       | Augen zu (und rein) (Instantáneamente (y puramente)) | 17         |
| 14       | Sajonia-Anhalt                    | Toni Kater     | Liebe ist (El amor es)                               | 12         |
| 15       | Sajonia                           | Die Raketen    | Popsong (Canción pop)                                | 10         |
| 16       | Renania del Norte-Westfalia       | AK4711         | Kein schönerer Land (No hay país más bello)          | 6          |

### Bundesvision Song Contest 2007
Organizado en:  Tempodrom, Berlín, 9 de febrero de 2007
| Posición | Estado representado               | Participante                   | Canción (y traducción, si es apropiado)        | Puntuación |
| 1        | Baja Sajonia                      | Oomph! y Marta Jandová         | Träumst du (¿Vas a soñar?)                     | 147        |
| 2        | Hamburgo                          | Jan Delay                      | Feuer (Fuego)                                  | 138        |
| 3        | Schleswig-Holstein                | Kim Frank                      | Lara                                           | 101        |
| 4        | Berlín                            | MIA.                           | Zirkus (Circo)                                 | 96         |
| 5        | Renania del Norte-Westfalia       | Pohlmann                       | Mädchen und Rabauken (Chicas y matones)        | 95         |
| 6        | Turingia                          | Northern Lite y Chapeau Claque | Enemy (Enemigo)                                | 88         |
| 7        | Hesse                             | D-Flame                        | Mom Song (Canción de mamá)                     | 67         |
| 8        | Sajonia-Anhalt                    | Jenna+Ron                      | Jung und willig (Joven y dispuesto)            | 56         |
| 9        | Baviera                           | Anajo y Suzie Kerstgens        | Wenn du nur wüsstest (Si lo supieras)          | 33         |
| 10       | Baden-Wurtemberg                  | Tele                           | Mario                                          | 23         |
| 11       | Bremen                            | Lea Finn                       | Ich weiß und du weißt (Yo lo sé y tú lo sabes) | 20         |
| 12       | Sarre                             | B-Stinged Butterfly            | Liebe (Amor)                                   | 17         |
| =13      | Mecklemburgo-Pomerania Occidental | Melotron                       | Das Herz (El corazón)                          | 13         |
| =13      | Sajonia                           | Manja                          | Es ist Liebe (Es amor)                         | 13         |
| 15       | Brandeburgo                       | Beatplanet                     | Dreh dich um und geh (Da la vuelta y vete)     | 11         |
| 16       | Renania-Palatinado                | Kalle y M.A.R.S. Allstars      | Aber Nice (Pero agradable)                     | 10         |

### Bundesvision Song Contest 2008
Organizado en:  TUI Arena, Hanover, Baja Sajonia, 14 de febrero de 2008
| Posición | Estado representado               | Participante                    | Canción (y traducción, si es apropiado) | Puntuación |
| 1        | Brandeburgo                       | Subway to Sally                 | Auf Kiel (Sobre la quilla)              | 147        |
| 2        | Turingia                          | Clueso                          | Keinen Zentimeter (Ningún centímetro)   | 146        |
| 3        | Sajonia-Anhalt                    | Down Below                      | Sand in meiner Hand (Arena en mi mano)  | 96         |
| 4        | Baja Sajonia                      | Madsen                          | Nachtbaden (Baños de noche)             | 94         |
| 5        | Mecklemburgo-Pomerania Occidental | Jennifer Rostock                | Kopf oder Zahl (Cara o cruz)            | 79         |
| 6        | Schleswig-Holstein                | Panik                           | Was würdest du tun? (¿Que harías tú?)   | 75         |
| 7        | Berlín                            | Culcha Candela                  | Chica                                   | 66         |
| 8        | Hesse                             | Rapsoul                         | König der Welt (Rey del mundo)          | 51         |
| 9        | Baden-Wurtemberg                  | Laith Al-Deen                   | Du (Tú)                                 | 46         |
| 10       | Baviera                           | Sportfreunde Stiller            | Antinazibund (Alianza anti-nazi)        | 32         |
| 11       | Bremen                            | paulsrekorder                   | Anna                                    | 20         |
| 12       | Hamburgo                          | Das Bo                          | Ohne Bo (Sin Bo)                        | 19         |
| 13       | Renania-Palatinado                | Peilomat                        | Jenny                                   | 17         |
| 14       | Renania del Norte-Westfalia       | Sisters                         | Unite (Unirse)                          | 16         |
| =15      | Sajonia                           | Far East Band feat. Dean Dawson | Unfassbar (Insondable)                  | 12         |
| =15      | Sarre                             | Casino Zero                     | Gib mir einen Blick (Dame una mirada)   | 12         |

### Bundesvision Song Contest 2009
Organizado en:  Metropolis-Halle, Potsdam, Brandeburgo, 13 de febrero de 2009
| Posición | Estado representado               | Participante             | Canción (y traducción, si es apropiado)                             | Puntuación |
| 1        | Berlín                            | Peter Fox                | Schwarz zu blau (De negro a azul)                                   | 174        |
| 2        | Sajonia                           | Polarkreis 18            | The Colour of Snow (El color de la nieve)                           | 131        |
| 3        | Renania del Norte-Westfalia       | Rage                     | Gib dich nie auf (Nunca te rindas)                                  | 112        |
| 4        | Baden-Wurtemberg                  | Cassandra Steen          | Darum Leben Wir (Por eso vivimos)                                   | 103        |
| 5        | Hamburgo                          | Olli Schulz              | Mach den Bibo! (¡Haz el pajarraco!)                                 | 73         |
| =6       | Hesse                             | Fräulein Wunder          | Sternradio (Estrella de la radio)                                   | 53         |
| =6       | Turingia                          | Chapeau Claque           | Pandora (Kiss Miss Tragedy) (Pandora (Besa a la Señorita Tragedia)) | 53         |
| 8        | Schleswig-Holstein                | Ruben Cossani            | Bis auf letzte Nacht (Excepto la última noche)                      | 44         |
| 9        | Brandeburgo                       | Sven van Thom            | Jaqueline (Ich hab Berlin gekauft) (Jaqueline (He comprado Berlín)) | 37         |
| 10       | Baviera                           | Claudia Koreck           | I wui dass du woasst (Quiero que sepas)                             | 34         |
| 11       | Bremen                            | FlowinImmo et les Freaqz | Urlaub am Attersee (Vacaciones en Attersee)                         | 25         |
| =12      | Mecklemburgo-Pomerania Occidental | Marteria                 | Zum König geboren (Nacido para ser rey)                             | 23         |
| =12      | Renania-Palatinado                | Pascal Finkenauer        | Unter Grund (Bajo tierra)                                           | 23         |
| 14       | Sarre                             | P:lot                    | Mein Name ist (Mi nombre es)                                        | 21         |
| 15       | Baja Sajonia                      | Fotos                    | Du fehlst mir (Te echo de menos)                                    | 12         |
| 16       | Sajonia-Anhalt                    | Angelas Park             | Generation Monoton (Generación monótona)                            | 10         |

### Bundesvision Song Contest 2010
Organizado en:  Max-Schmeling-Halle, Berlín, 1 de octubre de 2010
| Posición | Estado representado               | Participante                       | Canción (y traducción, si es apropiado)             | Puntuación |
| 1        | Renania del Norte-Westfalia       | Unheilig                           | Unter deiner Flagge (Bajo tu bandera)               | 164        |
| 2        | Sajonia-Anhalt                    | Silly                              | Alles rot (Todo rojo)                               | 152        |
| 3        | Berlín                            | Ich + Ich                          | Yasmine                                             | 100        |
| 4        | Baviera                           | Blumentopf                         | So lala (Ni bien, ni mal)                           | 94         |
| 5        | Brandeburgo                       | Das Gezeichnete Ich                | Du, Es und Ich (Tú, esta cosa y yo)                 | 87         |
| 6        | Turingia                          | Norman Sinn & Ryo                  | Planlos (Sin plano)                                 | 79         |
| 7        | Schleswig-Holstein                | Stanfour                           | Sail on (Sigue navegando)                           | 60         |
| 8        | Hamburgo                          | Selig                              | Von Ewigkeit zu Ewigkeit (De eternidad a eternidad) | 40         |
| 9        | Baden-Wurtemberg                  | Bakkushan                          | Springwut (Manía de saltar)                         | 39         |
| 10       | Mecklemburgo-Pomerania Occidental | Sebastian Hämer                    | Ist schon okay (Ya está bien)                       | 22         |
| =11      | Bremen                            | kleinstadthelden                   | Indie Boys (Chicos indie)                           | 20         |
| =11      | Sajonia                           | Blockflöte des Todes               | Alles wird teurer (Todo encarece)                   | 20         |
| 13       | Hesse                             | Oceana & Leon                      | Far away (Lejos)                                    | 18         |
| 14       | Renania-Palatinado                | Auletta                            | Sommerdiebe (Ladrones de verano)                    | 17         |
| 15       | Sarre                             | Mikroboy                           | Nichts ist umsonst (Nada es de balde)               | 12         |
| 16       | Baja Sajonia                      | Dirk Darmstaedter y Bernd Begemann | So geht das jede Nacht (Así es cada noche)          | 4          |

### Bundesvision Song Contest 2011
Organizado en:  Lanxess Arena, Colonia, Renania del Norte-Westfalia, 29 de septiembre de 2011
| Posición | Estado representado               | Participante                      | Canción (y traducción, si es apropiado)                                                                       | Puntuación |
| 1        | Berlín                            | Tim Bendzko                       | Wenn Worte meine Sprache wären (Si las palabras fueran mi lenguaje)                                           | 141        |
| 2        | Bremen                            | Flo Mega                          | Zurück (De nuevo)                                                                                             | 111        |
| 3        | Baja Sajonia                      | Bosse & Anna Loos                 | Frankfurt Oder                                                                                                | 102        |
| 4        | Baden-Wurtemberg                  | Glasperlenspiel                   | Echt (Real)                                                                                                   | 91         |
| 5        | Sajonia                           | Kraftklub                         | Ich will nicht nach Berlin (No quiero ir a Berlín)                                                            | 89         |
| 6        | Renania-Palatinado                | Jupiter Jones                     | ImmerFürImmer (PorSiempreJamás)                                                                               | 86         |
| 7        | Renania del Norte-Westfalia       | Frida Gold                        | Unsere Liebe is aus Gold (Nuestro amor es de oro)                                                             | 76         |
| =8       | Hamburgo                          | Thees Uhlmann                     | Zum Laichen und Sterben ziehen die Lachse den Fluss hinauf (Para desovar y morir los salmones van río arriba) | 66         |
| =8       | Mecklemburgo-Pomerania Occidental | Jennifer Rostock                  | Ich kann nicht mehr (No puedo más)                                                                            | 66         |
| 10       | Bavaria                           | Andreas Bourani                   | Eisberg (Iceberg)                                                                                             | 26         |
| 11       | Sarre                             | Pierre Ferdinand et les Charmeurs | Ganz Paris ist eine Disco (Todo París es una discoteca)                                                       | 17         |
| 12       | Turingia                          | Alin Coen Band                    | Ich war hier (Estuve aquí)                                                                                    | 13         |
| =13      | Brandeburgo                       | Doreen                            | Wie konntest du nur? (¿Cómo pudiste?)                                                                         | 12         |
| =13      | Hesse                             | Juli                              | Du lügst so schön (Mientes tan bien)                                                                          | 12         |
| =13      | Sajonia-Anhalt                    | Flimmerfrühstück                  | Tu's nicht ohne Liebe (No lo hagas sin amor)                                                                  | 12         |
| 16       | Schleswig Holstein                | Muttersöhnchen                    | Essen geh'n (Salir a comer)                                                                                   | 8          |

### Bundesvision Song Contest 2012
Organizado en:  Max-Schmeling-Halle, Berlín, 28 de septiembre de 2012
| Posición | Estado representado               | Participante                       | Canción (y traducción, si es apropiado)                       | Puntuación |
| 1        | Baden-Wurtemberg                  | Xavas (Xavier Naidoo & Kool Savas) | Und ich schau nicht mehr zurück (Y ya no miro atrás)          | 172        |
| 2        | Sajonia                           | Laing                              | Morgens immer müde (Siempre perezosos por la mañana)          | 142        |
| 3        | Baja Sajonia                      | Ich Kann Fliegen                   | Mich kann nur Liebe retten (Solo el amor puede salvarme)      | 109        |
| 4        | Renania del Norte-Westfalia       | Luxuslärm                          | Liebt sie Dich wie ich? (¿Te ama ella como yo?)               | 97         |
| 5        | Sarre                             | Die Orsons feat. Cro               | Horst & Monika                                                | 92         |
| 6        | Schleswig-Holstein                | Vierkanttretlager                  | Fotoalbum (Álbum de fotos)                                    | 76         |
| 7        | Berlín                            | B-Tight                            | Drinne (Dentro)                                               | 50         |
| 8        | Mecklemburgo-Pomerania Occidental | The Love Bülow                     | Nie mehr (Nunca más)                                          | 41         |
| 9        | Turingia                          | Maras April                        | Himmel aus Eis (Paraíso de hielo)                             | 33         |
| 10       | Hamburgo                          | König Boris                        | Häuserwand (Muro exterior)                                    | 28         |
| 11       | Renania-Palatinado                | Pickers                            | 1000 Meilen (1.000 millas)                                    | 20         |
| 12       | Hesse                             | Cris Cosmo                         | Herzschlag (Latido de corazón)                                | 19         |
| 13       | Bremen                            | Schné                              | Alles aus Liebe (Todo por amor)                               | 18         |
| 14       | Baviera                           | Fiva & Das Phantom Orchester       | Die Stadt gehört wieder mir (La ciudad me pertenece de nuevo) | 13         |
| 15       | Sajonia-Anhalt                    | Johanna Zeul                       | Sandmann (Hombre de la arena)                                 | 10         |
| 16       | Brandeburgo                       | Mellow Mark feat. Nina Maleika     | Bleib bei mir (Quédate conmigo)                               | 8          |

### Bundesvision Song Contest 2013
Organizado en:  SAP Arena, Mannheim, Baden-Wurtemberg, 27 de septiembre de 2013
| Posición | Estado representado               | Participante                       | Canción (y traducción, si es apropiado)                                                          | Puntuación |
| 1        | Baja Sajonia                      | Bosse                              | So oder so (Así así)                                                                             | 153        |
| 2        | Hamburgo                          | Johannes Oerding                   | Nichts geht mehr (La suerte está echada)                                                         | 145        |
| 3        | Berlín                            | MC Fitti                           | Fitti mit'm Bart (Fitti con la barba)                                                            | 105        |
| 4        | Brandeburgo                       | Keule                              | Ja genau! (¡Sí exacto!)                                                                          | 94         |
| 5        | Sarre                             | DCVDNS                             | Eigentlich wollte Nate Dogg die Hook singen (En realidad, Nate Dogg quería cantar el estribillo) | 91         |
| 6        | Schleswig Holstein                | Luna Simao                         | Es geht bis zu den Wolken (Alcanza las nubes)                                                    | 68         |
| 7        | Bremen                            | De fofftig Penns                   | Löppt (Funciona)                                                                                 | 61         |
| 8        | Baden-Wurtemberg                  | Max Herre feat. Sophie Hunger      | Fremde (Forastero)                                                                               | 51         |
| 9        | Sajonia                           | The Toten Crackhuren im Kofferraum | Ich brauch keine Wohnung (No necesito un apartamento)                                            | 35         |
| 10       | Renania-Palatinado                | Mega! Mega!                        | Strobo                                                                                           | 31         |
| 11       | Hesse                             | Sing um dein Leben                 | Unter meiner Haut (Bajo mi piel)                                                                 | 29         |
| 12       | Renania del Norte-Westfalia       | Pohlmann                           | Atmen (Respirar)                                                                                 | 20         |
| 13       | Turingia                          | Hannes Kinder & Band               | Déjà-vu                                                                                          | 13         |
| 14       | Baviera                           | Charly Bravo                       | Dreckige Namen (Nombres obscenos)                                                                | 12         |
| 14       | Sajonia-Anhalt                    | Adolar                             | Halleluja (Aleluya)                                                                              | 12         |
| 16       | Mecklemburgo-Pomerania Occidental | Guaia Guaia                        | Terrorist (Terrorista)                                                                           | 8          |

### Bundesvision Song Contest 2014
Organizado en:  Lokhalle, Gotinga, Baja Sajonia, 20 de septiembre de 2014
| Posición | Estado representado               | Participante              | Canción (y traducción, si es apropiado)                        | Puntuación |
| 1        | Bremen                            | Revolverheld              | Lass uns gehen (Déjanos ir)                                    | 180        |
| 2        | Renania-Palatinado                | Jupiter Jones             | Plötzlich hält die Welt an (De repente el mundo dejó de girar) | 124        |
| 3        | Sajonia-Anhalt                    | Teesy                     | Keine Rosen (Ninguna rosa)                                     | 102        |
| 4        | Mecklemburgo-Pomerania Occidental | Marteria                  | Mein Rostock (Mi Rostock)                                      | 101        |
| 5        | Schleswig Holstein                | Tonbandgerät              | Alles geht (Todo va)                                           | 87         |
| 6        | Baviera                           | Andreas Bourani           | Auf anderen Wegen (De otras maneras)                           | 81         |
| 7        | Baden-Wurtemberg                  | Max Mutzke                | Charlotte                                                      | 58         |
| 8        | Renania del Norte-Westfalia       | Maxim                     | Alles versucht (Lo he probado todo)                            | 46         |
| 9        | Hesse                             | OK Kid                    | Unterwasserliebe (Amor subacuático)                            | 33         |
| 10       | Hamburgo                          | Nico Suave feat. Flo Mega | Gedicht (Poema)                                                | 28         |
| 11       | Turingia                          | duerer                    | Was gestern war (Lo que era ayer)                              | 25         |
| 12       | Berlín                            | Miss Platnum              | Hüftgold (Esposas del amor)                                    | 16         |
| 13       | Baja Sajonia                      | Sierra Kidd               | 20.000 Rosen (20.000 rosas)                                    | 15         |
| 14       | Sarre                             | Inglebirds                | Getti                                                          | 12         |
| 15       | Brandeburgo                       | Kitty Kat                 | Hochhaus (Rascacielos)                                         | 10         |
| 15       | Sajonia                           | Sebastian Hackel          | Warum sie lacht (Por qué se ríe)                               | 10         |

### Bundesvision Song Contest 2015
Organizado en:  ÖVB Arena, Bremen, Bremen 29 de agosto de 2015
| Posición | Estado representado               | Participante        | Canción (y traducción, si es apropiado)            | Puntuación |
| 1        | Renania-Palatinado                | Mark Foster         | Bauch und Kopf (Vientre y cabeza)                  | 170        |
| 2        | Renania del Norte-Westfalia       | Donots              | Dann ohne mich (Entonces sin mí)                   | 117        |
| 3        | Turingia                          | Yvonne Catterfeld   | Lieber so (Más bien así)                           | 114        |
| 4        | Sajonia                           | Radio Doria         | Sehnsucht Nr. 7 (Anhelado número 7)                | 84         |
| 4        | Baja Sajonia                      | Madsen              | Küss mich! (¡Bésame!)                              | 84         |
| 6        | Baden-Wurtemberg                  | Glasperlenspiel     | Geiles Leben (Vida fenomenal)                      | 82         |
| 7        | Hesse                             | Namika              | Hellwach (Bien despierto)                          | 76         |
| 8        | Brandeburgo                       | Ewig                | Ein Geschenk (Un regalo)                           | 50         |
| 9        | Bremen                            | Gloria              | Geister (Fantasmas)                                | 46         |
| 10       | Schleswig-Holstein                | Jeden Tag Silvester | Dein Glück (Tu suerte)                             | 28         |
| 11       | Berlín                            | Lary                | Bedtime Blues (Blues de la hora de acostarse)      | 23         |
| 12       | Sarre                             | PerDu               | Lange nicht getanzt (Sin bailar desde hace tiempo) | 15         |
| 13       | Hamburgo                          | Ferris MC           | Monstertruck (Camión monstruo)                     | 14         |
| 14       | Sajonia-Anhalt                    | 3Viertelelf         | Mona Lisa                                          | 13         |
| 15       | Mecklemburgo-Pomerania Occidental | Buddy Buxbaum       | Termin im Park (Encuentro en el parque)            | 10         |
| 16       | Baviera                           | Wunderkynd          | Hallo, Hallo (Hola, hola)                          | 2          |

## Palmarés

### Artistas ganadores
- Juli (Hesse) (2005)
- Seeed (Berlín) (2006)
- Oomph! (Baja Sajonia) (2007)
- Subway to Sally (Brandeburgo) (2008)
- Peter Fox (Berlín) (2009)
- Unheilig (Renania del Norte-Westfalia) (2010)
- Tim Bendzko (Berlín) (2011)
- Xavas (Baden-Wurtemberg) (2012)
- Bosse (Baja Sajonia) (2013)
- Revolverheld (Bremen) (2014)
- Mark Foster (Renania-Palatinado) (2015)

### Clasificación total de puntos
| Clasificación |                                   |                  |                 |
| Puesto        | Estado                            | Puntuación total | Nº de victorias |
| 1             | Berlín                            | 1035             | 3               |
| 2             | Baja Sajonia                      | 864              | 2               |
| 3             | Baden-Wurtemberg                  | 789              | 1               |
| 4             | Turingia                          | 761              | 0               |
| 5             | Renania del Norte-Westfalia       | 759              | 1               |
| 6             | Schleswig Holstein                | 703              | 0               |
| 7             | Bremen                            | 668              | 1               |
| 8             | Hamburgo                          | 665              | 0               |
| 9             | Hesse                             | 621              | 1               |
| 10            | Sajonia                           | 617              | 0               |
| 11            | Brandeburgo                       | 545              | 1               |
| 12            | Renania-Palatinado                | 526              | 1               |
| 13            | Sajonia-Anhalt                    | 490              | 0               |
| 14            | Mecklemburgo-Pomerania Occidental | 425              | 0               |
| 15            | Bavaria                           | 397              | 0               |
| 16            | Sarre                             | 328              | 0               |